# فارمینگتون (کالیفرنیا)
فارمینگتون (به انگلیسی: Farmington) یک منطقهٔ مسکونی در ایالات متحده آمریکا است که در شهرستان سن ژواکین، کالیفرنیا واقع شده‌است. فارمینگتون ۶٫۵۸۴ کیلومتر مربع مساحت و ۲۰۷ نفر جمعیت دارد و ۳۴ متر بالاتر از سطح دریا واقع شده‌است.